# Buste d'homme écrivant
Buste d'homme écrivant est un tableau réalisé par le peintre espagnol Pablo Picasso le 7 juillet 1971 à Mougins, dans les Alpes-Maritimes, en France. Cette huile sur toile est le portrait en buste d'un homme  barbu en train d'écrire. Partie des collections du musée Picasso, à Paris, l'œuvre se trouve en dépôt au musée Goya de Castres, dans le Tarn, depuis le 12 novembre 1990.